# Unmanned Solutions
Unmanned Solutions es una empresa dedicada al diseño y fabricación de UAVs. También cuenta con una empresa de prestación de servicios y una flota propia de aparatos.
Creada por un Grupo de investigadores vinculados a las Escuelas de Ingeniería Aeronáutica y del Espacio de la UPM, con más de 10 años de actividad específica en UAVs y más de 20 años en diseño de sistemas automáticos de control de vuelo, Unmanned Solutions participa en numerosos proyectos de investigación y desarrollo, contando para ello un taller de montaje final y control de calidad y un centro de experimentación en vuelo ubicado en el Aeródromo de Marugán en la provincia de Segovia.
Los sistemas actuales de Unmanned Solutions están basados en aviones de ala fija con configuraciones clásicas lo que permite obtener unas prestaciones muy elevadas en términos de autonomía y capacidad de carga. El resultado es uno de los mejores ratios de carga útil frente al peso máximo al despegue del mercado en su categoría.
En UNVEX’12 Unmanned Solutions presentó su cuarta generación de sistemas no tripulados, la familia K, con un peso de entre 50 y 150 kg de peso máximo al despegue.
Posteriormente, en 2015, Unmanned Solutions presentó su sistema de entrada al mercado de pequeños UAVs, el Alcotán, una aeronave con una gran variedad de aplicaciones (vigilancia, topografía...) y un peso contenido que ronda los 3kg.

## Gama actual de UAVs
- K150
- K50
- Alcotán